# 趙玹釪
趙玹釪（1973年1月6日—），另譯作趙賢宇，曾用藝名趙石賢，是一位韓國男演員。

## 演出作品

### 電視劇
- 2017年：SBS《操作》
- 2018年：SBS《Secret Mother》
- 2019年：tvN《精神病患者日記》飾演 南成哲(EP6-8)[3]
- 2020年：tvN《超能警探》飾演 北部地檢監察係長(EP2.3.11)[4]
- 2021年：JTBC《薛西弗斯的神話》飾演 安長理(EP10.14)[5]
- 2021年：SBS《模範計程車》飾演 趙道哲(EP1.2.4.5.8.9)[6]
- 2021年：tvN《Voice 4》飾演 崔孔弼(EP6.7)
- 2021年：kakaoTV《優秀巫師賈斗心》飾演 金日南的父親(EP4.6)
- 2022年：seezn 《姜主任2(강계장2)》飾演 兵務廳職員
- 2022年：TVING《怪異》飾演 行政秘書
- 2022年：tvN《獵鑽緝兇》飾演 宋順浩(EP1.2)
- 2022年：Disney+《爭鋒相辯》飾演 金德宇(EP8)
- 2022年：Watcha《沙漠之王(사막의 왕)》飾演 千雄的爸爸
- 2023年：tvN《有利的詐欺》飾演 洪昌奇
- 2023年：ENA《惡人傳記》飾演 李秀浩
- 2024年：Netflix《殺人者的難堪》飾演 金明振/呂夫日
- 2024年：Netflix《魷魚遊戲2》飾演 #444
- 2025年：Disney+《濁流之爭》飾演

### 電影
- 2006年：《老千》
- 2006年：《熱血男兒》飾演 花甲宴社內
- 2006年：《相愛時說的話》飾演 停車男
- 2006年：《醜女大翻身》飾演 中古車營業員
- 2006年：《寂靜的世界》飾演 消防員
- 2007年：《原聲追兇》飾演 趙刑警
- 2007年：《殺手泰壽》飾演 朴刑警
- 2007年：《窒息情慾》飾演 特別面會室獄警
- 2007年：《相會的廣場》飾演 刑警
- 2007年：《我的父親》飾演 教導所面會接受室職員
- 2007年：《綁架計中計》飾演 醫生
- 2007年：《挖人行動》飾演 警察
- 2008年：《追擊者》飾演 逃亡男
- 2008年：《我的新拍檔》飾演 七順
- 2008年：《在你熟睡的時候》飾演 酒店男職員
- 2008年：《無間道之殺手遊戲》飾演 手下
- 2008年：《摩登男孩》飾演 土地調查局職員
- 2008年：《那個男人的書第198頁》飾演 事務所職員
- 2009年：《花心少爺俏冤家》飾演
- 2009年：《B咖大翻身》飾演 兵務廳職員
- 2009年：《白夜行》飾演 崔刑警
- 2010年：《義兄弟》飾演 成哲
- 2010年：《大叔》飾演 文達書
- 2010年：《深夜FM》飾演 趙警官
- 2011年：《貓：看見死亡的雙眼》飾演 朴主任
- 2011年：《Link》飾演 徐容浩
- 2012年：《鯁骨人生》飾演 金刑警
- 2012年：《同謀女煞》飾演 方刑警
- 2013年：《星夢潛規則》飾演 李周福
- 2013年：《諜影殺機》飾演 崔少校
- 2014年：《浪漫四季》飾演
- 2014年：《黎巴嫩感情》飾演 獵人
- 2015年：《上班女郎》飾演 扒手
- 2016年：《厄夜直播》飾演 巫師
- 2017年：《金權性內幕》飾演 健身房老闆
- 2017年：《解凍屍篇》飾演 江南刑事組長
- 2022年：《私密背叛(정순)》飾演 榮秀[7]
- 2023年：《格殺福順》飾演 姜刑警
- 2023年：《新常態》

## 外部連結
- 趙玹釪經紀公司的Instagram帳戶